# Prolínání médií
Prolínání médií, v angl. media meshing, je pojem z oboru mediálních studií, který označuje simultánní používání mnoha médií v průběhu jednoho dne. Dle MacMillianova slovníku jde například o používání chytrého telefonu během sledování televize. Prolínání, neboli meshing, se též používá pro rozšíření požitku a zkušenosti z jednoho média pomocí druhého. Například sledování TV seriálu Hra o trůny a následné hledání podrobnějších informací o postavách, které zemřely.